# Přírodní park Šárka-Lysolaje
Přírodní park Šárka-Lysolaje je přírodní park na severozápadě Prahy. Byl zřízen v roce 1990 jako Území klidu, zákonem 114/92.Sb. byl změněn na přírodní park. Jeho rozloha je 1005 ha.

## Zvláště chráněná území na ploše přírodního parku
- přírodní rezervace Divoká Šárka
- přírodní památka Vizerka
- přírodní památka Jenerálka
- přírodní památka Zlatnice
- přírodní památka Nad Mlýnem
- přírodní památka Dolní Šárka
- přírodní památka Baba[1]
- přírodní památka Housle[1]